# ビッグジョン
株式会社ビッグジョン（英: Big John Corp）は、岡山県倉敷市児島に本社を置くジーンズ等を製造する服飾メーカーである。

## 概要
創業者の尾崎小太郎が、1940年に岡山にてマルオ被服として創業する。のちに1958年にジーンズの輸入ならびに受託生産を開始し、やがて自社でデニムを開発、国産ジーンズの先駆けをゆくメーカーとしてその名を知られている。
社名のビッグジョンは創立者、尾崎小太郎の名前に由来するもの。これまでに「CANTON」などのジーンズの受託製造を行っていたが（後にラルフローレンジーンズの受託生産もしていた。）、オリジナルブランドのジーンズを発売するに至り、ブランド名を自分の名である「小太郎」をもじり、リトルジョン（「太郎」が日本でポピュラーな名前、「ジョン」はアメリカでポピュラーな名前ということによる）としたのだが、「リトル」では大きな商売はできないと判断。転じて「ビッグ」、そこからビッグジョンの名が冠されることとなった。手作業による古着加工の元祖である。

## 沿革
- 1940年 - 創業者の尾崎小太郎が縫製業を始める。
- 1958年 - ジーンズの輸入・受託生産・販売を開始。
- 1960年 - 法人に改組　マルオ被服株式会社（資本金500万円）として設立。
- 1961年 - 香川県詫間町に大浜工場設置。
- 1965年 - ジーンズの生産を開始、国産初ジーンズ「M1002」ファーストモデル発表。
- 1967年 - 日本で最初の国内ブランド「BIG JOHN」を発表。
- 1968年 - 世界で最初にジーンズ洗い「BIG-WASHING」を発表。
- 1969年 - 日本最初のカラージーンズブランド「ROAD RUNNER」発表。
- 1973年 - 国産デニムを開発、純国産ジーンズの第1号となる。ジーンズメーカーとして初めて全国ネットのTV-CMを開始。
- 1975年 - 日本最古のワークブランド「WORLD WORKERS」発表。
- 1976年 - 14オンスヘビージーンズ「EXTRA」発表。
- 1980年 - ドイツのケルン市で「ジーンズメッセ」に国産メーカーとして初出品。
- 1983年 - ストーンウォッシュの基本となるH/R ウォッシュを開発。
- 1984年 - マルオ被服から「被服」を外した株式会社マルオに社名変更。
- 1984年 - トドラーブランド 「U -BOAT」発表。
- 1987年 - レディースブランド「BRAPPERS」発表。
- 1989年 - マルオから株式会社ビッグジョンに社名変更。山口県平生町に平生工場を建設。
- 1997年 - 香川新工場完成。
- 1999年 - 中古加工「ファクトリーウォッシュ」発売。
- 2002年 - アメリカディッキーズとカジュアルパンツ製造・販売のサブライセンシー契約を締結。
- 2005年 - BRAPPERSより「新美脚ジーンズ」発表。
- 2009年 - 「M3」発表。
- 2013年 - アメリカワークブランド「レッドキャップ」代理店契約を締結。
- 2014年 - アメリカカジュアルシャツ「プレンティス」ライセンス契約を締結。
- 2015年 - 創業75周年
- 2015年 - 次世代ジーンズ「BIGJOHN コンプリートFREE」発表。
- 2016年 - ボーイフレンド「BIGJOHN　LEDY'S」発表。
- 2017年 - 「BIGJOHN」ブランド50周年。

## 雑記
これまでにラングラーなど海外ジーニングブランドの日本代理店としてのオファーが訪れたが、自社ブランドの構築や物作りに対するこだわりは創業当時から変化せずに拒否続け、他の競合国内メーカーとは一線を介する自社に強い自信を持つ純粋なブランドメーカーであったが、2003年、アメリカの作業服メーカー「ディッキーズ」の日本国内に於けるライセンシーを獲得し企画、生産を行う。一時は社内の売り上げの大半を占めるがアメリカの方針と自社のこだわりに差異が生じ、2011年に国内正規法人設立に伴い受託生産を終了した。安売り店で販売される並行商品と異なり、作業服にファッション性を持たせて購入層の幅を広げる商品にアレンジしたローライズの「874」などはビッグジョンの商品開発力によるものである。
また、ユニクロ登場の数年前から販売チャネルの変化を見据えて当時6900円から7900円の販売価格であったNB商品に対し、3900円と費用対効果とファッション性や品質を維持したまま中国に生産拠点を移管した「GL-HEART」や、そのレディスブランド「GEOGIA LOVE」を国内チェーン店に積極的に展開するなど、同業NBブランドでも成し得ない強い生産力と技術力、商品開発力があった。
カツラギ素材を使用したスリムジーンズ「M3D101(ROADRUNNER)」は他社競合製品の中でも特にタイトスリムフィットで履きこなしが容易で無くパンクロックボーカルが、「SP350」「SP305」はミュージシャンや女優が好んで着用している。

## スポンサー番組
現在
2022年現在、提供番組はない。
過去
- 月曜ロードショー（TBS）
- オールナイトニッポン（ニッポン放送）
- スキヤキ!!ロンドンブーツ大作戦（テレビ東京）
- タモリのスーパーボキャブラ天国（フジテレビ）

## CM
以前から、音楽やロックとの結びつきのあるCMが多かった。
- EMMYLOU HARRIS（エミルー・ハリス）
「BIG JOHN IN TRADITION」/ TENNESSEE WALTZ（『New Tradition Sings Old Tradition』収録）
- 大滝詠一
「80年型ロックンロール・ジーンズ」/ ビッグジョンtypeA、typeB（『NIAGARA CM SPECIAL』収録
大滝は出ず。typeBが使われたCMは『A LONG VACATION』のジャケットを手掛けた永井博のイラスト
- 鮎川誠
「男は女から生まれた」
- 泉谷しげる
「裸のBJ。BIG JOHN EXTRA」/ ハレルヤ
- 内田裕也、飯島愛、鈴木紗理奈
「天然のひと。」
- THEATRE BROOK
「品番のない生き方。」/ ぜんまいのきしむ音
佐藤タイジが「BIG JOHN SPIRIT」シリーズのSP103に出演。テーマは“IT'S A MOVIE!”、ニューヨークで撮影された。